# علي خوجة
مصطفى خوجة المعروف باسم علي خوجة (1933-1956) قائد عسكري جزائري برتبة ملازم فر من الخدمة الإلزامية الفرنسية والتحق بصفوف الثورة الجزائرية، حيث أنشأ فرقة كوماندوس ونفّذ عدة عمليات نوعية ضد جيش الاحتلال الفرنسي أبرزها كمين باليسترو، تولى قيادة المنطقة الأولى بالولاية الرابعة إلى غاية سقوطه قتيلا في إحدى المعارك ببرج الكيفان.

## نشأته
ولد علي خوجة في 12 جانفي 1933 بالجزائر العاصمة، وهو الطفل السادس من أحمد خوجة وخداوج بن جعفر، نشأ في أحضان أسرة متوسطة الحال حيث كان والده يعمل في محل للتبغ ببلكور يسمى معمل الميهوب. بعد فترة انتقلت الأسرة للإقامة ببن عكنون حيث إلتحق علي خوجة بالمدرسة الابتدائية الفرنسية أين تمكّن من ملاحظة الفوارق بين أبناء الأوربيين وأبناء الجزائر المتمدرسين، وبعد سنوات من التمدرس طُرد منها وهو في سن الرابعة عشر، ولأنه تربى يتيم الأب بعد وفاة والده سنة 1942، تولى شقيقه حميدو مسؤوليته ومسؤولية العائلة.

## الخدمة الإجبارية في الجيش الفرنسي
في سنة 1952 أُجبر علي خوجة على أداء الخدمة العسكرية لأول مرة لمدة ثمانية عشر شهرا ببودواو أولا ثم ببوزريعة، ورغم أنه كان جنديا مثاليا محبوبا من مسئوليه إلا أنه تأثر كثيرا بأساليب التدريب القاسية إتجاه الجزائريين خصوصا أولئك الذين لا يحسنون اللغة الفرنسية، وقد أكمل مدة تجنيده وخرج من الجيش الفرنسي وهو يتوعد بالثأر ذات يوم من هذه المعاملة العنصرية.
سنة 1955 استدعي مرة ثانية للخدمة العسكرية فلم يرقْه الأمر وأثر فيه كثيرا خصوصا وأنه قد بدأ العمل من جهة، والثورة قد اندلعت من جهة أخرى. لكنه أجبر على العودة للجيش الفرنسي وبالذات إلى ثكنة «الأرسونال» في Champ manœuvre ونظراً لسجله المشرّف أثناء الخدمة العسكرية أُوكلت له مهمة «مسئول مركز» برتبة عريف .

## الإلتحاق بالثورة الجزائرية
إلتقى علي خوجة في الثكنة بأحد المجنّدين الجزائريين يدعى علي سواق وأقنعه بالفرار من الثكنة والانضمام إلى الثورة، لا سيما أنّ الثورة في هذه الفترة كانت بحاجة إلى رجال يحسنون استعمال السلاح، ومنهم الذين جنّدتهم فرنسا في الحربين العالميتين أو شاركوا مع القوات الفرنسية في حربها في الفيتنام.
عندما توسّعت نشاطات الثورة بعد هجمات 20 أوت 1955 بالشمال القسنطيني، قرّر علي خوجة وزميله الفرار من الثكنة العسكرية والانضمام إلى الثورة
في ليلة 17 أكتوبر 1955، إغتنم علي خوجة وزميله فرصة نوم جنود الثكنة وهربا نحو القصبة ومعهما الأسلحة والذخيرة التي كانت بحوزتهما، وفي هذه الأثناء أعلنت القوات الفرنسية حالة إستنفار قصوى للبحث عن الفارّين وأرسلت الدوريات للبحث عنهما.
لبث مصطفى خوجة وزميله مدة أسبوع بمنزل يقع في أعالي القصبة بالقرب من مستشفى فيردان (مستشفى علي آيت إيدير حاليا) وبعد أن هدأ البحث عنهما نزلا إلى ساحة بور سعيد تحت حماية الفدائيين حيث كانت هناك سيارة قامت بتهريبهما إلى معاقل الثورة ببني عمران بالقرب من باليسطرو (الأخضرية حاليا)، أين كان في انتظارهما مسؤولو جيش التحرير الوطني على رأسهم أعمر أوعمران. ونظراً لذكاء علي خوجة وخبرته العسكرية العالية وقدرته على التخطيط، أسندت إليه مسؤولية الإشراف على مجموعة من المجاهدين.
وفي نهاية جوان 1956، وبعد أن تدعّمت صفوف الثورة بعناصر بشرية شابة، إقترح الشهيد على قيادة الولاية الرابعة تشكيل وحدة الكومندوس، كما ٱشترط على من يريد الانضمام أن يكون قوي البنية وذا تجربة عسكرية كبيرة، وبخاصة أولئك الذين شاركوا في الحرب بين فرنسا والفيتنام، وحظي اقتراحه بالموافقة.
إبتكر علي خوجة خطة لنصب الكمائن والهجومات، فكان يخبر أفراد الكومندوس أولا بالعملية المطلوبة ولكنه لا يطلعهم على تفاصيلها قبل موعد التنفيذ، ثم يذهب مع بعض رفاقه إلى المكان الذي ستنفّذ فيه العملية، ليعاينه ويدرس الخطة على أرض الواقع ثم يعود، وقبل التنفيذ ينتقل مع فرقة الكومندوس إلى مكان العملية قبل الوقت المحدّد ليشرح لأفرادها كيفية التنفيذ.
فاستطاع بهذا الأسلوب أن يحقق الكثير من الانتصارات، وفي بعض الأحيان يستعين بالمجنّدين الجزائريين العاملين بثكنات العدو بعدما ربط علاقة بهم وتمكّن من إقناعهم بضرورة التعاون مع الثورة.
قام علي خوجة بعدة عمليات من أهمها الهجوم الذي قاده على مركز عين الدفلى وأسول ببلدية أولاد موسى في 23 سبتمبر 1955 حيث تمكن من القضاء على 37 جنديا فرنسيا وكمين بالسترو (الأخضرية حاليا) الذي نصبه رفقة جنوده لدورية عسكرية في 18 ماي 1956 وأودى بحياة 20 جنديا فرنسيا. والكمين الذي نصبه في 1956 ببلدية تابلاط وقاد في نفس اليوم اشتباكا في نفس الناحية أسفر عن القضاء على 18 جنديا فرنسيا
وتوالت انتصاراته فعيّن قائدا على المنطقة الأولى بالولاية الرابعة بنواحي جبل بوزقزة.

## مقتله
بعد شهرين من انعقاد مؤتمر الصومام، خطّط علي خوجة لعملية جريئة بالهجوم على ثكنة عسكرية ببرج البحري ليشعر العدو بأنّ قواته في المدن، لكن العدو اكتشفوا مكان تواجدهم حينما قبضوا على أحد المناضلين، فهجمت قوات العدو مدجّجة بالآليات الحربية الثقيلة على المنزل الذي اتخذه مناضلو الجبهة مركزا صحيا لمعالجة المجاهدين الجرحى، أين تبادل المجاهدون إطلاق النار مع القوات الفرنسية، ونظراً لتفوّق العدو تمكّن من القضاء على بعض المجاهدين من بينهم علي خوجة، الذي سقط قتيلا رفقة 9 من رفاقه في هذه المواجهة بتاريخ 11 أكتوبر 1956 ببرج الكيفان.

الوقوف من اليمين إلى اليسار: أعمر أوعمران، رشيد غرين، علي خوجة، إسماعيل عبد السلامي، رابح مقراني، أمحمد بوقرة، محمد زعموم
الجلوس من اليمين إلى اليسار: عبد الله بربار، عبد الرحمان لعلا، محمد فراج، حسين البوشي، عبد القادر كبدي، (مجهول)